# Pierre Laurent Buirette de Belloy
Pour les articles homonymes, voir Buirette et Belloy (homonymie).
Pierre-Laurent de Belloy, dit Dormont de Belloy, ou Dormont du Belloy, de son vrai nom Pierre-Laurent Buirette, est un comédien et auteur dramatique français, né le 17 novembre 1727 à Saint-Flour et mort le 5 mars 1775 à Paris. Il est  connu surtout pour sa tragédie patriotique Le Siège de Calais, qui remporta un énorme succès en 1765. Il mit aussi en scène Bayard et Du Guesclin.

## Biographie
Pierre-Laurent Buirette était le fils de Jean Laurent, receveur général des tabacs de Saint-Flour et d'Antoinette Beaufils. Âgé d'environ cinq ans, il alla à Paris avec son père, qui mourut dans la capitale. L'enfant, qui ne devait jamais revoir sa mère, fut confié à la tutelle d'un oncle avocat qui lui fit faire ses études au Collège Mazarin et le destinait au barreau. Mais le jeune homme voulait être comédien ce que l'oncle, probablement janséniste, prit si mal qu'il fit décerner une lettre de cachet contre son neveu. Ce dernier résolut alors de quitter la France : il se joignit à une troupe de comédiens avec laquelle il partit en tournée dans les cours du Nord de l'Europe. C'est alors qu'il écrivit aux siens pour qu'ils le missent « au rang des morts », déclara renoncer à sa part d'héritage et changea de nom pour prendre celui de Dormont de Belloy.
Il fit carrière comme acteur en Russie et se fit apprécier par l'impératrice Élisabeth. C'est à Saint-Pétersbourg que fut créée sa première pièce, Le Triomphe de l'amitié (1757), imité de Métastase. De retour à Paris après la mort de son oncle en 1761, il subit un échec avec Titus, version remaniée du Triomphe de l'amitié, qui tomba dès la première représentation, ce qui fit dire à un plaisant :
Titus perdit un jour ; un jour perdit Titus.

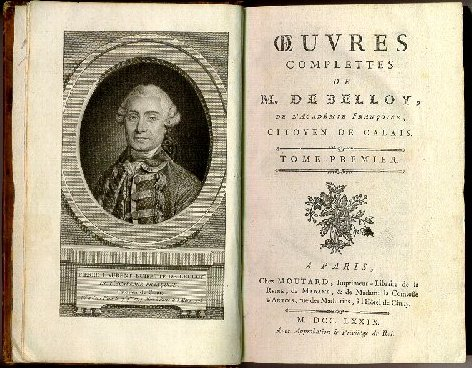
Pierre-Laurent de Belloy.

En revanche, Dormont de Belloy connut un certain succès avec Zelmire (1762), tragédie également imitée de Métastase, dans laquelle Mlle Clairon donna toute la mesure de son talent.
Sa première pièce patriotique, Le Siège de Calais, deux ans après la fin de la Guerre de Sept Ans, triompha en 1765, après un début hésitant et en dépit des réserves de Diderot et de Voltaire, qui firent valoir que cette tragédie n'ajoutait rien à la gloire de la France. La pièce fut jouée à la Comédie-Française le 13 février 1765 avec un succès extraordinaire. « On est réputé mauvais patriote pour oser élever la voix », observait Bachaumont dans ses Mémoires secrets. Louis XV demanda à voir la pièce, qui fut représentée à la Cour le 21 mars. Peu avant, le 12 mars, une représentation gratuite fut donnée pour le peuple à la Comédie-Française, avec un très grand succès, conforté il est vrai par le « ballet patriotique » ajouté à la fin du spectacle et les pièces d'or et les rafraîchissements distribués à la foule par les acteurs et les actrices. En province, dans les villes de garnison, des représentations spéciales furent données pour la troupe. Calais fit l'auteur citoyen d'honneur tandis que le Journal des Savants signalait que le gouverneur de Saint-Domingue avait fait imprimer la pièce pour la distribuer gratuitement. Seul le duc d'Ayen, avec son esprit habituel, osa dire au Roi : « Je voudrais que le style de la pièce fût aussi bon français que moi. » La pièce célèbre « cet amour tendre... qui dans le souverain adore la patrie ».
Dormont de Belloy, que l'on surnommait alors « le poète national », donna encore trois nouvelles tragédies, sans toutefois renouer avec le succès de Zelmire et du Siège de Calais. Seule Gaston et Bayard (1771) eut un certain succès, dans la foulée duquel l'auteur fut élu membre de l'Académie française. Il finit ses jours dans une situation proche de la misère, à l'âge de 47 ans.
L'ancienne demeure de Dormont de Belloy, au 7 rue de Belloy dans le 16e arrondissement de Paris, est aujourd'hui devenue un hôtel.

## Œuvres

### Théâtre
La liste chronologique ci-dessous comporte les liens vers la bibliothèque numérique Gallica lorsque l'œuvre y figure:
- Le Triomphe de l'amitié, tragédie nouvelle en cinq actes et en vers, jouée à Saint-Pétersbourg (première version de Titus)
- Titus, tragédie en 5 actes et en vers, Paris, Théâtre de la rue des Fossés Saint-Germain, 28 février 1759
- Zelmire, tragédie en cinq actes et en vers, Paris, Théâtre Français, 6 mai 1762
- Le Siège de Calais, tragédie en cinq actes et en vers, Paris, Théâtre Français, 13 février 1765
- Gaston et Bayard, tragédie en cinq actes et en vers, Paris, Théâtre Français, 24 avril 1771
- Pierre le Cruel, tragédie en cinq actes et en vers, Paris, Théâtre Français, 20 mai 1772
- Gabrielle de Vergy, tragédie en cinq actes et en vers, Paris, Théâtre Français, 12 juillet 1777[3]

### Divers
- Mémoires historiques : I. Sur la maison de Coucy, encore existante ; II. Sur la véritable aventure de la dame de Fayel ; III. Sur Eustache de Saint-Pierre (1770)
- Poésies fugitives
- Observations sur la poésie française
- Œuvres complètes, Paris, 1779, 6 vol. in-8°
- Œuvres choisies, Paris, 1811, 2 vol. in-8°

### Postérité critique
La principale pièce de Dormont de Belloy reste Le Siège de Calais. Dans la préface de cette tragédie, il se flatta d'avoir créé le genre de la tragédie nationale. Si ceci n'est pas exact – l'auteur signale d'ailleurs les essais de Voltaire dans ce domaine – il y apporta du moins le souci de l'exactitude historique et les intentions patriotiques, la pièce ayant pour but affiché de soutenir le moral de la nation après la défaite de la Guerre de Sept Ans. Aussi affiche-t-elle bruyamment des sentiments volontiers cocardiers, dont témoigne le vers passé en maxime :
Plus je vis d'étrangers, plus j'aimai ma patrie.
Acte II, Scène 3
Dormont de Belloy exalte la monarchie, voyant dans l'alliance entre le souverain et son peuple la clé de la force d'une nation ; il fait tout particulièrement l'éloge de la loi salique qui, selon lui, doit empêcher que la France puisse jamais tomber sous la domination d'un prince étranger.
Par ailleurs, il attaque vivement les Philosophes, coupables selon lui d'être de mauvais Français :
Je hais ces cœurs glacés et morts pour leur pays,
Qui, voyant ses malheurs dans une paix profonde,
S'honorent du grand nom de citoyens du monde.
Acte IV, Scène 2
Le parti philosophique ressentit durement ces attaques mais, dans l'enthousiasme général, il lui fut difficile de répliquer sur le moment. Il le fit donc à retardement. Dans le Salon de 1767, Diderot attaqua brutalement de Belloy à propos d'un médaillon gravé intitulé L'Apothéose de M. de Belloy : « Une apothéose ? et pourquoi ? Pour une mauvaise tragédie, sur un des plus beaux sujets et des plus féconds, d'un style boursouflé et barbare, morte à n'en jamais revenir. » Voltaire, qui avait commencé par approuver la pièce, la critiqua dans son Essai sur les mœurs (chapitre LXXV) : « L'idée de réparer les désastres de la France par la grandeur d'âme de six habitants de Calais, et de mettre au théâtre d'assez mauvaises raisons en assez mauvais vers en faveur de la Loi salique, est d'un énorme ridicule. »
Cette hostilité permet d'expliquer que l'énorme triomphe du Siège de Calais ne se soutint pas durablement. Pourtant, la pièce n'était pas mal accordée à l'esprit du temps. Le roi qu'elle exalte est un roi en union avec son peuple, par-dessus la tête de l'aristocratie, un peu à l'image de celui de La Partie de chasse de Henri IV de Charles Collé, dont la première rédaction date de 1762. Une partie de la noblesse ne s'y trompa point, qui s'indigna de la pièce. Selon Collé, de grands seigneurs amateurs de théâtre, à l'instar du duc d'Ayen, étaient « révoltés de ce que les héros de cette tragédie n'étaient que de plats bourgeois » et trouvaient « insolent que les vilains fussent des héros, et que le seul traître de la pièce fut un seigneur de la plus grande maison ».
Ainsi que le note Jacques Truchet : « La signification historique du Siège de Calais et l'intense politisation dont fut entourée sa création rendent presque inutile de se poser la question de sa valeur littéraire. Celle-ci reste en vérité très faible : énormes invraisemblances, discours interminables et froids en dépit d'une recherche outrancière de pathétique... [...] Au reste, dans sa médiocrité même, elle présente un caractère exemplaire en tant que chef-d'œuvre de néo-classicisme » (Théâtre du XVIIIe siècle, Paris, Gallimard, Bibliothèque de la Pléiade, 1974, tome II, p. 1439).

## Iconographie
- Une médaille à l'effigie de Buirette de Belloy a été réalisée par le graveur Joseph Charles Roëttiers. Un exemplaire en est conservé au musée Carnavalet (ND 196).
- Allégories de la ville de Calais et de la Renommée couronnant un portrait de Pierre Laurent Buirette de Belloy, gravure de Louis-Simon Lempereur d'après Nicolas-René Jollain. Un exemplaire en est conservé à Milan, Civiche raccolte grafiche e photografiche[4].